# Movimiento por los Derechos de los Animales de Granja
El Movimiento por los Derechos de los Animales de Granja, en inglés (FARM), es una organización internacional sin ánimo de lucro que trabaja para promover el estilo de vida vegano y los derechos de los animales a través de la educación pública y la divulgación a nivel de base. Trabaja en diez programas nacionales e internacionales desde su sede en Bethesda, Maryland.  
FARM tiene la visión abolicionista de un mundo en el que los animales sean libres de todas las formas de explotación humana, incluyendo la alimentación y el vestido, la investigación y los ensayos, el entretenimiento y la caza. La misión de FARM es evitar que el mayor número de animales sean criados, maltratados y sacrificados para la alimentación, ya que esto representa el 98% de todo el maltrato y sacrificio de animales
FARM fue cofundada por el Dr. Alex Hershaft en 1976 como el Servicio de Información Vegetariana para distribuir información sobre los beneficios de una dieta vegetariana. En 1981, se convirtió en el Movimiento de Reforma de los Animales de Granja al adoptar el veganismo y el derecho de los animales a no ser utilizados como alimento. En 2011, adoptó el nombre de Movimiento por los Derechos de los Animales de Granja para enfatizar su compromiso de terminar con el uso de animales para la alimentación, en lugar de simplemente reformar su tratamiento. 

## Historia
En agosto de 1975, el Dr. Alex Hershaft se involucró en el movimiento vegetariano después de asistir al Congreso Mundial Vegetariano en Orono, ME, y de conocer a Jay Dinshah
En 1976, Hershaft fundó el Servicio de Información Vegetariana (VIS) para distribuir información sobre los beneficios de una dieta vegetariana. Ese mismo año, participó en las audiencias ante el Comité del Senado de los Estados Unidos sobre Nutrición y Necesidades Humanas, que condujeron a la publicación del documento Metas Dietéticas para los Estados Unidos, y finalmente a la publicación periódica de las Guías Dietéticas para los Americanos. Posteriormente, el VIS testificó ante el Congreso a favor de la Ley Nacional de Información sobre Nutrición del Consumidor de 1978 y la Ley Federal de Inspección de Carnes de 1978. 
En consecuencia, en el verano de 1981, Hershaft organizó Action For Life, una conferencia nacional en Allentown, Pensilvania, que lanzó efectivamente el movimiento de los derechos de los animales de los Estados Unidos. Entre los participantes figuraban pioneros de los derechos de los animales como Cleveland Amory, Ingrid Newkirk, Alex Pacheco, Peter Singer, Henry Spira, Gretchen Wyler, así como el presentador de radio Thom Hartmann. Estas conferencias continuaron durante siete años más en San Francisco (1982), Montclair, NJ (1983), Los Ángeles (1985), Chicago (1986), Cambridge, Massachusetts (1987), y Washington (1984 y 1991) 
Inmediatamente después de la conferencia de 1981, Hershaft cofundó el Movimiento por los Derechos de los Animales de Granja (FARM) para promover un estilo de vida vegano y los derechos de los animales. Los primeros programas de FARM fueron Acción de Gracias Gentil (1976), conferencias de Acción por la Vida (1981-1991), Campaña de Compasión (1982-1992), Campaña de Prohibición de la Ternera (1982-1986), Día Mundial de los Animales de Granja (1983), Great American Meatout (1985), Cartas de FARM (1996), la segunda serie de conferencias nacionales anuales sobre los derechos de los animales (1997), Consumers for Healthy Options in Children's Education (CHOICE) (1999-2009), Sabina Fund (1999) y Vegan Earth Day (2001).

## Día mundial de los animales de granja
El Día Mundial de los Animales de Granja se inició en 1983 (como Día Mundial de los Animales de Granja) para poner de manifiesto los abusos de la cría de animales y para conmemorar los miles de millones de vacas, cerdos y otros animales inocentes y sensibles sacrificados para la alimentación en todo el mundo. La fecha elegida fue el 2 de octubre, el cumpleaños de Mahatma Gandhi, el principal defensor de la no violencia en el mundo. 
La ocasión se observa cada año con protestas en los mataderos y otros acontecimientos dramáticos por cientos de activistas en los Estados Unidos y dos docenas de otros países.
El Día Mundial de los Animales de Granja ha sido cubierto por los medios de comunicación, incluyendo The Washington Post, Delaware Online  y New York Daily News.

## Great American Meatout
Great American Meatout comenzó en 1985 para protestar por una resolución del Senado de EE. UU. que proclamaba la Semana Nacional de la Carne. Desde entonces se ha convertido en una de las mayores campañas anuales de educación sobre la dieta de base del mundo. La fecha del 20 de marzo marca el primer día de la primavera, simbolizando la renovación y la oportunidad de cambiar la vida
La ocasión es observada cada año por cientos de activistas en los Estados Unidos y dos docenas de otros países con muestras de alimentos, folletos, mesas de información y otros eventos educativos. Se pide a los visitantes que se comprometan a dejar el hábito de la carne el 20 de marzo (primer día de la primavera). 40 gobernadores y 47 alcaldes de grandes ciudades americanas han emitido proclamaciones especiales sobre la carne. La campaña de Meatout ha recibido cobertura de los medios de comunicación, incluyendo Time, Huffington Post  y Los Angeles Times.

## 10 mil millones de vidas
La campaña "10 mil millones de vidas" de FARM paga a la gente 1 dólar por ver un vídeo de cuatro minutos que comienza señalando el respeto del espectador por la personalidad única de la mascota de la familia y el paralelismo con los animales de granja. Continúa con imágenes gráficas de la granja y el matadero y se cierra con el poder del espectador para cambiar los horrores que acaba de presenciar comprometiéndose a un número de días vegetarianos por semana. El vídeo se proyecta en conciertos de rock y en campus universitarios por medio de un camión especialmente diseñado. 
Cada espectador recibe una serie de ocho introducciones semanales al veganismo, luego un boletín semanal de Meatout Mondays que contiene una receta, una reseña de productos o libros, noticias de salud e historias de interés humano. Esto refleja el concepto de FARM de "apoyo vegano sostenido", que postula que el contacto inicial debe ser seguido de un apoyo semanal para prevenir la regresión. 

## Conferencias sobre derechos de los animales
La primera conferencia sobre derechos de los animales de FARM en 1981 sentó las bases del movimiento de derechos de los animales de EE. UU. Siete conferencias anuales adicionales siguieron en 1982 (San Francisco), 1983 (Montclair, NJ), 1984 (Washington D. C.), 1985 (Los Ángeles), 1986 (Chicago), 1987 (Cambridge, Massachusetts) y 1991 (Washington D. C.). Entre 1987 y 1996, las conferencias anuales fueron asumidas por la Alianza Nacional para los Animales.
En 1997, FARM reanudó la gestión de las conferencias anuales del movimiento por los derechos de los animales, alternando los lugares entre Washington D. C. y Los Ángeles. Una conferencia típica involucra a mil asistentes, 90 presentadores de 60 organizaciones, un centenar de sesiones, 90 exhibiciones, y varios nuevos documentales de video
A partir del año 2000, los presentadores de la conferencia han ido incorporando al Salón de la Fama de los Derechos de los Animales de los EE. UU. a líderes nacionales, autores u otros agentes clave de cambio que han hecho una contribución destacada al avance de los derechos de los animales en los EE. UU. durante al menos diez años..

## Legado
Aparte de los logros específicos de sus propios 14 programas (incluyendo los tres desaparecidos), FARM ha tenido varios impactos en el Movimiento por los Derechos de los Animales de EE. UU., en particular, y en la defensa de la justicia social y dietética de EE. UU., en general: 
- La conferencia de FARM de 1981 "Acción por la vida" fue el trampolín para la formación del movimiento de los derechos de los animales de los Estados Unidos. Las actuales conferencias anuales de FARM todavía ofrecen la única oportunidad de establecer una red nacional entre los líderes y activistas del movimiento.

- FARM ha sido en gran medida responsable de que la misión del movimiento de los derechos de los animales de EE. UU. pasara de la vivisección a la cría de animales, lo que supone el 98% de todos los abusos y matanzas de animales. La Campaña para la Prohibición de la Ternera de FARM y el Día Mundial de los Animales de Granja fueron los primeros programas de defensa de los animales de granja en los EE. UU.
- Los programas FARM's 10 Billion Lives, Live Vegan, y Meatout Mondays han promovido la defensa de los veganos reconociendo que los nuevos veganos necesitan un apoyo sostenido para evitar que vuelvan a consumir productos animales.
- El programa Great American Meatout de FARM fue un precursor de campañas anuales similares de educación dietética de base de la Asociación Americana del Corazón, la Sociedad Americana del Cáncer y el Centro para la Ciencia en el Interés Público, así como el resurgimiento en 2003 de la campaña Meatless Monday del Centro Johns Hopkins para un Futuro Habitable y la campaña Meat-Free Monday de 2009 de Paul McCartney.
- Los testimonios del Congreso de FARM, la participación en numerosas audiencias y convenciones de la plataforma nacional del partido y las encuestas nacionales de candidatos a cargos públicos llevaron el concepto de veganismo y los derechos de los animales a los principales legisladores, ejecutivos y periodistas de los Estados Unidos.[33]
- La Alianza para la Justicia Equitativa está llevando el concepto de libertad de defensa de los derechos de los animales y otros temas de justicia social a los niveles más altos de la comunidad jurídica de los EE. UU.

Varios líderes del movimiento por los derechos de los animales se iniciaron en FARM, incluyendo a Gene Baur, Peter Link (organizador de la Marcha por los Derechos de los Animales de 1990), Mike Markarian (Vicepresidente Ejecutivo de la Sociedad Humanitaria de los Estados Unidos), Jack Norris (cofundador de Vegan Outreach), Alex Pacheco y Paul Shapiro. 
Entre los principales partidarios de las campañas de FARM se encuentran las celebridades de la pantalla y la televisión Ed Asner, Bob Barker, James Cromwell, Doris Day, Casey Kasem, Bill Maher, Mary Tyler Moore, Alicia Silverstone y Jane Vélez Mitchell, así como los reformistas sociales César Chávez, Thom Hartmann, Michael Jacobson, Frances Moore Lappe, Heather Mills y Jeremy Rifkin. 

## Examen de los Evaluadores de la Caridad de los Animales
El evaluador de caridad animal Animal Charity Evaluators ha nombrado a FARM como una organización benéfica destacada en sus revisiones de mayo de 2014 y diciembre de 2014. La revisión de diciembre de 2014 establece que la apertura de FARM al cambio basada en nuevas evidencias, su liderazgo estable y estructura organizativa, y su transparencia son todas razones para su selección como una organización benéfica destacada.